# Ignacio Renán Cabezas Veizan

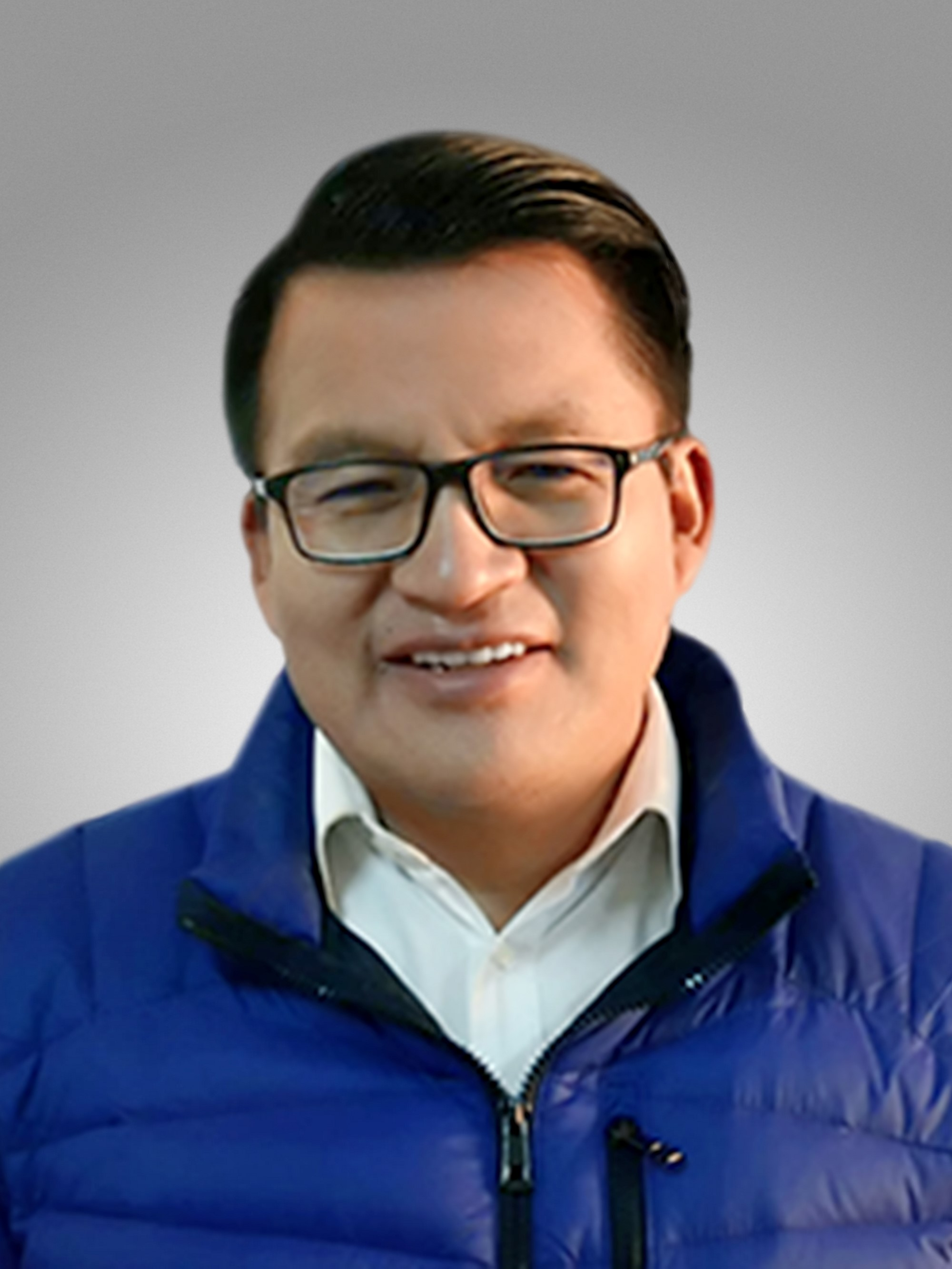
Ignacio Renán Cabezas Veizán (2020)

Ignacio Renán Cabezas Veizan (* 31. Juli 1973) ist ein bolivianischer Politiker des MAS-IPSP, der seit 2020 Mitglied des Abgeordnetenhauses von Bolivien ist.

## Leben
Ignacio Renán Cabezas Veizan wurde bei der Parlamentswahl am 18. Oktober 2020 für den MAS im Wahlkreis C-11 im Departamento La Paz zum Mitglied des Abgeordnetenhauses von Bolivien gewählt, des Unterhauses der Plurinationalen Legislativen Versammlung Boliviens. Seine Stellvertreterin wurde Juana Amanda Iriarte Arze.
Mit Stand 2024 ist Ignacio Cabezas Mitglied des Ausschusses für die Amazonasregion, Land, Territorium, Wasser, natürliche Ressourcen und Umwelt und des Unterausschusses für die Amazonasregion, Land und Territorium.